# Институт технической механики НАН Украины
Институт технической механики Национальной академии наук Украины и Государственного космического агентства Украины (ИТМ НАНУ и ГКАУ) — научно-исследовательский институт в составе отделения механики Национальной академии наук Украины, головной институт ракетно-космической отрасли Украины.

## История создания института
У истоков создания института стоял академик Михаил Кузьмич Янгель — один из основоположников ракетной техники в СССР и на Украине. М. К. Янгель прекрасно понимал, что развитие ракетно-космической техники должно базироваться на новейших достижениях фундаментальных и прикладных исследований в области двигателестроения, тепломассообмена и теплозащиты, аэро- и газодинамики, новых материалов и технологий, прочности и надёжности, оптимизации конструкций и др.
По инициативе академика М. К. Янгеля в апреле 1966 г. в Днепропетровске было организовано новое академическое подразделение — Сектор проблем технической механики в составе Днепропетровского филиала Института механики АН УССР.
Следующим этапом на пути организации института стало преобразование в апреле 1968 года сектора в Днепропетровское отделение Института механики АН УССР. Руководителем отделения был назначен академик АН УССР Всеволод Арутюнович Лазарян, в то время член-корреспондент АН УССР. В июне 1968 г. к отделению были присоединены физико-металлургические отделы бывшего отделения Харьковского физико-технического института низких температур АН УССР. 
В феврале 1970 года был создан научный отдел динамики двигательных установок под руководством доктора технических наук Виктора Васильевича Пилипенко, на который были возложены задачи развития линейной и создания нелинейной теории продольных автоколебаний конструкций летательных аппаратов, разработки методов определения динамических характеристик жидкостных ракетных двигателей и их элементов, изучения динамики систем питания и переходных режимов работы двигателей с учётом кавитационных явлений в шнекоцентробежных насосах. 
В 1973 году в отделении был структурно выделен сектор проблем ракетно-космической техники, которым до 1980 года руководил академик НАН Украины Василий Сергеевич Будник.
В мае 1980 года на базе отделения был создан Институт технической механики АН УССР, который возглавил академик НАН Украины Виктор Васильевич Пилипенко, в то время член-корреспондент АН УССР, доктор технических наук, профессор.
В институте были организованы и оборудованы современной измерительной техникой ряд лабораторий: гидродинамики, плазмодинамики, вакуумной и аэродинамической техники, динамических испытаний, прочности, высоких плотностей энергии, гальванопластического формования, испытательный комплекс газодинамики управляемых потоков, испытательный комплекс для исследования детонационных ракетных двигателей на твёрдом топливе и газогенераторов, испытательный комплекс высокого давления для отработки сопел ракетных двигателей и др.
С целью дальнейшего развития, координации и улучшения организации научных исследований и проектирования в области ракетно-космической техники на Украине в 1993 году совместным Постановлением-приказом Президиума НАН Украины и Национального космического агентства Украины Институту технической механики НАН Украины был предоставлен статус института двойного подчинения и скорректированы его научные направления для решения научно-технических задач по обеспечению создания и эксплуатации современных и перспективных образцов ракетно-космической техники. В 1995 году институт становится головным институтом ракетно-космической отрасли Украины.
Институт осуществляет научно-техническое сопровождение проектов Национальных космических программ Украины и выполняет задания Национального космического агентства Украины по координации научно-исследовательских и проектно-конструкторских работ в области ракетно-космической техники.

## Научные направления института
В настоящее время в институте проводятся фундаментальные и прикладные исследования по следующим направлениям:
- динамика механических и гидромеханических систем, систем ракет-носителей, железнодорожного и автомобильного транспорта;
- аэротермогазодинамика энергетических установок, летательных и космических аппаратов и их подсистем;
- прочность, надёжность и оптимизация механических систем, ракет-носителей и космических аппаратов;
- механика взаимодействия твёрдого тела с ионизированной средой и электромагнитным излучением;
- системный анализ тенденций развития ракетно-космической техники.